# Livet i Fagervik
Livet i Fagervik är en svensk dramaserie i SVT från 2008-2009 skapad av Calle Marthin, Mikael Syrén och Antonia Pyk. Huvudrollerna i serien spelas av Henrik Johansson och Maria Sid.
Serien kretsar kring det lilla advokatkontoret och de fall som står till buds i en liten stad. I den lilla staden bor också Svante och Lena som driver ett litet bageri med sonen Ingvar.

## Handling
Livet i Fagervik är en dramaserie om ett litet advokatkontor på en liten ort med advokat Johan och hans receptionist Annika i centrum. Johan är en nyutexaminerad advokat och Annika en ensamstående mamma med stor människokännedom. Johan har tänkt sig en karriär på ett stort advokatkontor i huvudstaden, men omständigheterna vill annorlunda. Annika å sin sida är redo för en förändring i sitt liv och får jobbet som receptionist. Trots sina olikheter tar Johan och Annika sig tillsammans an små, små fall i den lilla, lilla staden och mellan dem båda spirar så klart stor, stor kärlek.

## Om serien
Livet i Fagervik är till stor del inspelad i Mariefred, där de flesta stadsscener är inspelade. Andra ställen där scener är inspelade är Vagnhärad samt ett flertal förorter till Stockholm, bland annat Löttingelund i Täby och Djursholm.
Säsong två av serien började sändas den 5 oktober 2009 i tolv nya avsnitt. Säsong ett har också sedan premiären i Sverige visats på finländsk tv där serien vid sidan av det ursprungliga namnet även kallades Oikeutta ja rakkautta Fagervikissa.

## Rollfigurer

### Johan
Johan är nyutexaminerad advokat och hängiven sina paragrafer. Han har studerat i Stockholm och blivit erbjuden fast anställning på en stor advokatbyrå. Det är ett erbjudande som han inte tänker tacka nej till. Därför reser han hem till Fagervik över jul med den klara intentionen att tacka nej till sin fars erbjudande om att ta över den lilla familjebyrån. Men händelserna tar en oväntad utveckling och Johan blir kvar i Fagervik.

### Annika
Annika är ensamstående mamma till dottern Hanna sedan tjugo år. Hannas pappa, Bärgarn, håller fortfarande ett svartsjukt öga på Annika, något hon är hjärtligt trött på. Annika är redo för en förändring i sitt liv och får jobb som receptionist på Fagerviks enda advokatkontor. Där kommer hon att göra stordåd med sin livserfarenhet och stora människokännedom.

### Bernard
Bernard är Fagerviks enda advokat och har en liten familjebyrå. En byrå som han väldigt gärna vill se att sonen Johan tar över. Han har ju gått i pappas fotspår! Bernard har visserligen inte någon nära kontakt med sonen, det blev inte riktigt så när Johans mamma dog. Bernard jobbade ju jämt.

### Lena
Lena är Bernards syster och därmed Johans faster. Lena är gift med Svante, Fagerviks bagare, och tillsammans har de sonen Ingvar. Man kan säga att Lena är som en reservmamma för Johan som bodde hos dem under större delen av sin uppväxt.

### Ingvar
Ingvar är något annorlunda, men har ett varmt hjärta och älskar Johan som en bror. Det ska vara ordning och nog är det rätt ordning alltid att Johan flyttar hem igen!

### Hanna
Hanna är Annikas musikbegåvade dotter. Hon bor fortfarande hemma och brottas med beslutsvånda huruvida hon ska söka till Musikhögskolan i Stockholm, eller inte. Sin pappa Bärgarn har hon inte mycket kontakt med, även om de inte är ovänner. Hanna är ihop med Märta.

### Rasmus
Rasmus flyttar hem till Sverige efter att ha bott i New York. Han bestämmer sig för att öppna ett bageri i Fagervik. Johan anser att Rasmus flytt från sitt gamla liv i New York, det gjorde han också. Rasmus har en son som heter Jessie. Jessie och hans mamma Vicky kommer till Fagervik vilket inte uppskattas av Rasmus. När sedan Vicky lämnar Jessie hos Rasmus utbryter det kaos för Rasmus men samtidigt är det ett stort äventyr för alla.

## Rollista

### Återkommande roller
- Henrik Johansson - Johan Carlsson
- Maria Sid - Annika
- Lars Lind - Bernard Carlsson
- Ing-Marie Carlsson - Lena
- Johannes Wanselow - Ingvar
- Nadine Kirschon - Hanna
- Leif Andrée - Svante
- Göran Berlander - Bernt
- Suzanna Dilber - Torunn (Säsong 1)
- Hanna Alström - Ebba (Säsong 1)
- Mylaine Hedreul - Märta (Säsong 1)
- Joakim Nätterqvist - Rasmus (Säsong 2)
- Gunilla Röör - Susanne (Säsong 2)

### Övriga roller i säsong 1
- Gunilla Abrahamsson - Harriet
- Annika Hallin - Susanne
- Sven Ahlström - Mats
- Maria Antoniou - Psykiater
- Shebly Niavarani - Bartendern
- Göran Berlander - Bärgarn
- Viktor Friberg - Elof
- Brigitta Nilsson - Ottos Flickvän
- Claes Hartelius - Erland
- Jacob Nordenson - Sten
- Maria Hansson-Bandobranski - Tjänstekvinna
- August Segerholm - Oskar
- Tess Paulsson - Oskars mamma
- Mats Rudal - Oskars pappa
- Rennie Mirro - Polis
- Mattias Silvell - Ronny
- Anna von Rosen - Åklagaren
- Louise Bjurwill - Domaren
- Johan Hedenberg - Gunnar
- Kalle Westerdahl - Lennart
- Anna Lindholm-Rosendahl - Elin
- Ann-Sofie Rase - Daniela
- Anita Wall - Lill
- Ellen Mattsson - Maja
- Ralph Carlsson - Peder
- Per Myrberg - Göte
- Jacob Ericksson - Kjell
- Lasse Petterson - Ragnar
- Måns Nathanaelson - Stellan
- Gunvor Ponten - Signe
- Douglas Johansson - Bruno
- Per Svensson - Per
- Irina Jonsson - Tanja
- Nina Gunke - Dr Olsson
- Petra Nielsen - Astrid
- Sara Sommerfeld - Karin
- Thomas Hanzon - Jörgen
- Bergljót Árnadóttir - Advokaten
- Meliz Karlge - Ann-Marie
- Sanna Mari Patjas - Sofia (as Sannamari Patjas)
- Marika Lindström - Leslie
- Magnus Mark - Ralf
- Åsa Forsblad - Isabelle
- Julia Dufvenius - Katarina
- Jimmy Lindström - Ted
- Yngve Dahlberg - Otto
- Birgitta Nilsson - Ottos date
- Emil Almén - Socialsekreterare
- Stig Engström - Tryggve
- Pia Green - Gullan
- Maria Alm Norell - Nadja
- Thomas Roos - Rolf
- Göran Thorell - Mäklare
- Loa Falkman - Pantzar
- Sally Frejrud Carlsson - Nathalie
- Stina Ekblad - Judge
- Vanna Rosenberg - Elisabet
- Magnus Källgren - Polis
- Ulrika Hansson - Polistekniker

### Övriga roller i säsong 2
- Cecilia Frode - Åsa
- Moa Gammel - Alexandra
- Stina Ekblad - Domare
- Ewa Munter - Präst
- Viveca Jedholm - Mäklaren
- Björn Gedda - Gunnar
- Magnus Ehrner - Ragnar
- Natalie Minnevik - Stella
- Lena Strömdahl - Camilla Stoltz
- Lia Boysen - Kattis
- Bill Skarsgård - Mårten
- Nicke Wagemyr - Ulf Bjurberg
- Rennie Mirro - Frank
- Anna von Rosen - Åklagaren
- Niklas Jarneheim - Bankman
- Loa Falkman - Pantzar
- Eva Fritjofson - Cecilja Kertuu
- Fillie Lyckow - Mård
- Shima Niavarani - Elsa
- Philip Panov - Stickkille
- Monica Stenbeck - Birgitta
- Mats Andersson - Klas
- Nadja Mirmiran - Vanja
- Karin Bergquist - Leila
- Josefin Ljungman - Sara
- Jonas Hellman-Driessen - Magnus
- Boman Oscarsson - Micke
- Oskar Thunberg - Olle
- Saga Gärde - Bia
- Annicka Kronberg - Gudrun

## Avsnitt

### Första säsongen
| Nr | Datum      | Synopsis | Regi           | Författare  |
| -- | ---------- | --- | -------------- | ----------- |
| 01 | 2008-09-22 | Johan jobbar som advokat i Stockholm men kommer till Fagervik över julen. Hans pappa Bernard, som också är advokat, drabbas av en hjärtattack och Johan får lova att stanna ett tag. | Harald Hamrell | Antonia Pyk |
| 02 | 2008-09-29 | Doktor Sten vill stämma en tidigare patient, Erland, som har slagit till honom. Johan vill göra slut med flickvännen Ebba.                                                           | Harald Hamrell | Antonia Pyk |
| 03 | 2008-10-06 | Johan ska försvara en 16-åring, Oskar, som har försökt råna glassbilen. | Harald Hamrell |             |
| 04 | 2008-10-13 | Elin lyckas inget vidare när hon tar körlektioner vilket får hennes make att anklaga trafikskolans Daniela för lurendrejeri.                                                         | Harald Hamrell |             |
| 05 | 2008-10-20 | Nyinflyttade Peder vänder sig till Johan för att få hjälp då hans grannar anser sig ha ett servitut på Peders fastighet.                                                             | Kjell Sundvall |             |
| 06 | 2008-10-27 | En svensexa slutar med att brudgummen skadar sig allvarligt och bruden vill stämma brudgummens bäste vän.                                                                            | Kjell Sundvall |             |
| 07 | 2008-11-03 | Annika vill att Johans byrå ska hjälpa Astrid, vars firma till synes gick i konkurs på grund av VD:s inkompetens.                                                                    | Kjell Sundvall |             |
| 08 | 2008-11-10 | Kommunalrådet vill stämma en kasperteaterföreställning för förtal. | Kjell Sundvall |             |
| 09 | 2008-11-17 | Katarina och Ted vill ha hjälp med äktenskapsskillnad. | Mikael Syrén   |             |
| 10 | 2008-11-24 | Tryggve vill göra ett faderskapstest eftersom han misstänker att han är far till grannflickan Nadja.                                                                                 | Mikael Syrén   |             |
| 11 | 2008-12-01 | Bärgarn råkar köra på gamla Torunn på gatan och Annika vill att Johan hjälper Bärgarn                                                                                                | Mikael Syrén   |             |
| 12 | 2008-12-08 | Bärgarn är nu anklagad för mordförsök och Johan gör sitt bästa för att hjälpa honom                                                                                                  | Mikael Syrén   |             |

### Andra säsongen
| Nr | Datum      | Synopsis | Regi            | Författare                                       |
| -- | ---------- | --- | --------------- | ------------------------------------------------ |
| 13 | 2009-10-05 | Johans gamla kompis Rasmus flyttar tillbaka till Fagervik. Johan och Annika ägnar sig åt en vårdnadstvist om en hund.                                              | Erik Leijonborg | Soni Jörgensen, Charlotte Orwin, Jörgen Bergmark |
| 14 | 2009-10-12 | Johan känner sig tveksam över att vara ihop med Annika och de flyttar isär. Rasmus vill ta över Fagerviks bageri.                                                  | Erik Leijonborg | Soni Jörgensen, Charlotte Orwin, Jörgen Bergmark |
| 15 | 2009-10-19 | Rasmus köper bageriet men hans revisor hittar skattebrott i bokföringen och anmäler Lena till polisen. Annika får sparken från sitt jobb på byrån                  | Erik Leijonborg | Soni Jörgensen, Charlotte Orwin, Jörgen Bergmark |
| 16 | 2009-10-26 | Rasmus öppnar sitt nya bageri och Johan börjar ångra att han behandlat Annika så illa                                                                              | Mikael Syrén    | Anna Siegård, Lovisa Milles, Alex Haridi         |
| 17 | 2009-11-02 | Tre väninnor har köpt en ridhäst men så visar det sig att hästen är halt.                                                                                          | Mikael Syrén    | Anna Siegård, Lovisa Milles, Alex Haridi         |
| 18 | 2009-11-09 | Johan går på dejt med Vanja. En 75-åring blir polisanmäld för hustrumisshandel av en snokande granne.                                                              | Mikael Syrén    | Anna Siegård, Lovisa Milles, Alex Haridi         |
| 19 | 2009-11-16 | Fotbollssupportern Bosse har blivit portad från alla matcher resten av säsongen och tar kontakt med Johan för att få juridisk hjälp. Annika går i säng med Rasmus. | Levan Akin      | Anna Siegård, Soni Jörgensen, Jörgen Bergmark    |
| 20 | 2009-11-23 | Vuxne Tommy får inte köpa folköl utan att visa upp ID-kort och bestämmer sig för att stämma butiksägaren, sin egen syster.                                         | Levan Akin      | Anna Siegård, Soni Jörgensen, Jörgen Bergmark    |
| 21 | 2009-11-30 | Birgitta anser att stranden vid hennes hus är privat medan grannfamiljen hänvisar till strandskyddet.                                                              | Levan Akin      | Anna Siegård, Soni Jörgensen, Jörgen Bergmark    |
| 22 | 2009-12-07 | Sara har fått sparken från ett café och vill ha Johans hjälp för att få jobbet tillbaka.                                                                           | Martin Asphaug  | Cilla Jackert, Åsa Rönn, Erik Ahrnbom            |
| 23 | 2009-12-14 | Ett par som har flyttat in i sitt drömhus kontaktar Johan sedan de upptäckt att grannen är nudist.                                                                 | Martin Asphaug  | Cilla Jackert, Åsa Rönn, Erik Ahrnbom            |
| 24 | 2009-12-21 | Sista avsnittet där alla lösa trådar knyts ihop till slut | Martin Asphaug  | Cilla Jackert, Åsa Rönn, Erik Ahrnbom            |

### Fotnoter
1. ↑  ”Livet i Fagervik”. gp.se. 22 september 2008. Arkiverad från originalet den 18 oktober 2014. https://web.archive.org/web/20141018170655/http://www.gp.se/kulturnoje/1.82213-livet-i-fagervik. Läst 18 oktober 2014.